# 샤우르스 (치즈)
샤우르스(프랑스어: chaource)는 프랑스 샹파뉴아르덴 지역의 오브주와 욘주에서 생산되는 소젖 치즈이다. 이름은 오브주의 코뮌인 샤우르스에서 따왔다. 겉껍질이 흰곰팡이(페니킬리움 카멤베르티)로 덮여 있는데, 숙성하면서 주황색 반점이 생긴다. 속은 부드러우며 흰색이다.

## 같이 보기
- 브리